# Alsek River
Alsek River är ett vattendrag i Kanada och USA. Den flyter upp i Yukon och går igenom norra British Columbia, korsar gränsen till Alaska för att slutligen flyta ut i Alaskagolfen. Dess viktigaste tillflöde är Tatshenshini River.
Floden är ungefär 250 km lang. Alsek betyder "platsen där människor vilar". Vid floden ligger Kluanes nationalpark som ingar i ett av UNESCO:s världsarv. Det nedre loppet i Alaska används för båttrafik. I övre loppet förekommer endast forsränning.